# Carlo Aymonino
Carlo Aymonino (Roma, 18 de julio de 1926 - 3 de julio de 2010) fue un arquitecto e historiador italiano.

## Biografía
Por influencia de su tío Marcello Piacentini, ya desde pequeño se interioriza de los pormenores de la arquitectura; se desarrolla en él la pasión por el arte, conociendo a Mario Mafai, Toti Scialoja, Roberto Melli y Renato Guttuso. Se gradúa como arquitecto en 1950 en la Universidad de Roma.
Se forma como docente en las facultades de arquitectura de Palermo (1967), Venecia (1963 - 1981) y Roma (donde ejerce como profesor de Composición Arquitectónica en la universidad La Sapienza de 1980 a 1993). De 1974 a 1979 es rector del Istituto Universitario di Architettura de Venecia.
Durante sus primeros años de actividad se adhiere al Neorrealismo arquitectónico. En este periodo trabaja en proyectos para la concreción del palacete Tartaruga en Roma (1951-1954), conjuntamente con Ludovico Quaroni; del barrio Spine Bianche en Matera (1954-1957) y del barrio Tiburtino en Roma (1950-1954) con Ludovico Quaroni y Mario Ridolfi. Entre 1959 y 1964 comparte el estudio con su hermano Maurizio Aymonino.
A fines de los años 1950 las investigaciones de Aymonino aspiran a conferirle al proyecto el papel de resolver las complejidades y contradicciones existentes a escala urbana y también en los propios detalles arquitectónicos. Esta voluntad re-compositiva de la modernidad se plasma en el proyecto del complejo residencial Monte Amiata en el barrio Gallaratese de Milán (1967-1972), proyectado con la colaboración de su hermano Maurizio, Alessandro de Rossi y Sachim Messarè, proyecto que posteriormente cuenta también con la contribución de Aldo Rossi. El proyecto del Gallaratese representa la culminación de la investigación sobre los fundamentos de la nueva ciencia urbana, la respuesta concreta a la investigación teórica que estaba desarrollando con Aldo Rossi.
En las obras y proyectos de los años 1970, la poética de Aymonino se expresa con un lenguaje que pretende la interacción de las diversidades tipológicas con rigor geométrico y cromático. De esta época son los proyectos para la Universidad de Florencia (1971), la Universidad de Calabria (1973), el palacio de justicia de Ferrara (1977-1984) y el Campus Scolastico Superiore de Pesaro (1970-1984).
En 1976 y en 1985 es invitado a participar con sus obras en la XIII y la XV Trienal de Milán y en la Bienal de Venecia.
Entre 1981 y 1985, Aymonino se desempeña como asesor en las intervenciones en el centro histórico de Roma, dando pie a una serie de actividades y estudios de la ciudad que marcan un momento decisivo en el modo de utilizar y habitar el centro histórico. De los años 1980 son los proyectos para el edificio residencial en la isla de la Giudecca en Venecia (1984), el centro residencial y comercial Benelli en Pesaro (1980-83), el complejo residencial Tor Sapienza en Roma (1981-1982), el sistema de plazas en el centro de Terni (1985), los sistemas polifuncionales en Scandicci (1989), en San Donà del Piave (1990), en la vía Ostiense de Roma (1991); entre sus últimos proyectos se incluye la cobertura del Giardino Romano en el interior de los Musei Capitolini de Roma.
Fue miembro nacional de la Accademia di San Luca (desde 1976), la cual presidió entre 1995 y 1996. En resumen, desarrolló actividades profesionales en los campos de la arquitectura y del urbanismo, con estudios en Roma y Venecia.
En 1999 le fue conferida la medalla de honor por Meriti della Scienza e della Cultura del Ministero della Pubblica Istruzione; ha sido condecorado con el premio Hononary Fellow de The American Institute of Architects en 2000. Ha expuesto sus obras de arquitectura en numerosas muestras en Italia, Austria, Alemania, Bélgica, Brasil, Estados Unidos, Canadá, Japón y China.

## Publicaciones
- Origini e sviluppo della città moderna, Padua (1965)
- La città di Padova, (con altri autori) Roma (1970)
- L'abitazione razionale, Padova (1971)
- Il significato della città, Roma - Bari (1975)
- Le capitali del XX secolo: Parigi e Vienna, Roma (1975)
- Lo studio dei fenomeni urbani, Roma (1977)
- Un progetto per il centro storico di Roma, (con R. Panella), Roma (1982)
- Per un'idea di città, Roma (1984)
- Piazze d'Italia progettare gli spazi aperti, Milán (1988)
- Progettare Roma Capitale, Roma (1990)
- Carlo Aymonino, Londres (1996)
- Il Campidoglio di Carlo Aymonino, Roma (2000)
- Carlo Aymonino: disegni 1972-1997, Roma (2000)